# Велика Чирядка
Велика Чиря́дка (рос. Большая Чирядка) — присілок у складі Кічменгсько-Городецького району Вологодської області, Росія. Входить до складу Кічмензького сільського поселення.

## Населення
Населення — 19 осіб (2010; 43 у 2002).
Національний склад (станом на 2002 рік):
- росіяни — 100 %